# Shuan Chow
Shuan Chow (周铉, Pekín, 1938 ) es un profesor, y botánico chino.

## Algunas publicaciones

### Libros
- cheng-yih Wu, shuan Chow, cheih Chen, hsi-wen Li, shwu-jue Hsuan, yong-chin Huang, wen-tsai Wang. 1977. Flora reipublicae popularis Sinicae delectis florae reipublicae popularis Sinicae agendae academiae Sinicae edita: Tom 65(2). Angiospermae. Dicotyledoneae. Labiatae (1). Volumen 65 de Flora reipublicae popularis Sinicae. Editor Institutum Botanicum Provinciae Yunnanicae, Institutum Botanicum Pekinense Academiae Sinicae, 649 pp.